# Барзовиці
Барзовиці (пол. Barzowice, нім. Barzwitz) — село в Польщі, у гміні Дарлово Славенського повіту Західнопоморського воєводства.
Населення — 272 особи (2011).
У 1975-1998 роках село належало до Кошалінського воєводства.

## Демографія
Демографічна структура станом на 31 березня 2011 року:
|          | Загалом | Допрацездатний вік | Працездатний вік | Постпрацездатний вік |
| -------- | ------- | ------------------ | ---------------- | -------------------- |
| Чоловіки | 135     | 36                 | 86               | 13                   |
| Жінки    | 137     | 33                 | 85               | 19                   |
| Разом    | 272     | 69                 | 171              | 32                   |